# Chiesa dell'Assunzione della Beata Maria Vergine (Riva del Po)
La chiesa dell'Assunzione della Beata Maria Vergine è la parrocchiale nella frazione di Guarda e appartenente al comune di Riva del Po, in provincia di Ferrara. La sua costruzione risale al XV secolo.

## Storia
Nella piccola località di Guarda Ferrarese il primo luogo di culto venne eretto nel 1192, nella zona di Valle Vitula. Tale costruzione fu resa possibile dalla famiglia Giocoli che donò il terreno necessario a papa Celestino III grazie al nuovo insediamento che si era formato in quella parte del ferrarese dopo la rotta di Ficarolo del 1152 e costituito da operai arrivati con le loro famiglie per i lavori di ricostruzione dell'argine. Dal momento della sua fondazione e sino al 1818 appartenne alla diocesi di Adria, in seguito entrò a far parte di quella di Ferrara.
Nel XV secolo l'edificio, che cominciava a non essere più sufficiente alla comunità, venne ricostruito ed ampliato. L'orientamento venne rivolto a est e venne costruita una piccola porta laterale verso il Po. Era presente una torre campanaria e la navata aveva cinque cappelle.
Verso la fine del XVIII secolo si crearono problemi legati alla statica e il vecchio edificio venne abbandonato. Nel 1770, su un terreno a breve distanza ma in posizione più sicura, venne eretta la nuova chiesa parrocchiale, orientata verso il fiume. Architetto responsabile fu probabilmente Antonio Foschini. Il precedente edificio venne abbattuto ed il materiale recuperato fu utilizzato per quello nuovo. La sagrestia venne costruita solo nel 1888.
All'inizio del XX secolo si procedette col rifacimento della copertura del tetto e con la collocazione di nuove vetrate, danneggiati da un forte temporale. Durante la seconda guerra mondiale il campanile fu abbattuto, e non venne più ricostruito. Il terremoto dell'Emilia del 2012 ha prodotto ingenti danni all'edificio, che in parte sono stati riparati.

## Descrizione
La chiesa si trova nell'abitato di Guarda Ferrarese, sulla destra del fiume Po. La facciata a salienti è in muratura intonacata. La sala è a navata unica con volta a botte e con presbiterio leggermente rialzato.